# Kevin Thomson
Kevin Thomson (Edimburgo, 14 ottobre 1984) è un ex calciatore scozzese, di ruolo centrocampista.

## Carriera

### Club
Thomson è cresciuto a Peebles, un piccolo paese nella regione degli Scottish Borders. Qui ha frequentato il liceo e ha fatto i suoi esordi nelle giovanili della squadra locale, i Peebles Thistle. Nel 2003 fu acquistato dall Hibernian, dove si guadagnò subito un posto da titolare facendosi notare come uno dei giovani più promettenti del campionato. Quello stesso anno ottenne anche la convocazione in Nazionale Under-21 e in Nazionale B.
Al termine della stagione 2003/04 però Thomson si infortunò gravemente al legamento crociato anteriore durante una partita contro il Partick Thistle, infortunio che lo tenne lontano dai campi di gioco per un intero anno.
Dopo la lunga pausa Thomson ritorna nella stagione 2005/06 riuscendo a tornare ai livelli pre-infortunio, confermandosi uno dei giocatori più importanti del club di Edimburgo, di cui diventa anche capitano sostituendo Gary Caldwell, che aveva abbandonato il club per passare al Celtic. Nel marzo 2006 Thomson firmò un prolungamento del contratto sino al 2010, che però non impedì ad alcuni club di Premier League come Bolton e Charlton di fare offerte ufficiali puntalmente rifiutate dall'Hibernian.
Thomson, viste le numerose offerte di mercato, chiese alla società un consistente aumento dell'ingaggio che la società non era in grado di offrirgli perché fuori dal suo budget di spesa. Il suo atteggiamento gli costò numerose critiche, fra cui anche quelle dell'allenatore della nazionale Walter Smith, e la perdita della fascia di capitano.
Il 30 gennaio 2007 la crisi con l'Hibernian si è conclusa con il trasferimento del giocatore ai Rangers, che lo hanno acquistato per 2.000.000 di sterline. L'11 febbraio Thomson ha debuttato con la nuova maglia nella partita vinta per 3-1 contro il Kilmarnock.

### Nazionale
Debutta con la maglia della Nazionale scozzese il 20 agosto 2008 contro l'Irlanda del Nord.

## Palmarès

### Giocatore

#### Competizioni nazionali
- Campionato scozzese: 1

Rangers: 2008-2009
- Coppa di Scozia: 3

Rangers: 2007-2008, 2008-2009
Hibernian: 2015-2016
- Coppa di Lega scozzese: 1

Rangers: 2007-2008

### Allenatore

#### Competizioni nazionali
- Scottish League Two: 1

Kelty Hearts: 2021-2022